# Callipia admirabilis
Callipia admirabilis är en fjärilsart som beskrevs av W. Warren 1904. Callipia admirabilis ingår i släktet Callipia och familjen mätare. Inga underarter finns listade i Catalogue of Life.